# Pugilato ai XVII Giochi panamericani - Pesi medi
Il torneo di pugilato dei pesi medi ai XVII Giochi panamericani si è svolto a Toronto dal 18 al 24 luglio 2015 e vi hanno preso parte 8 pugili di 8 differenti nazioni. Il limite di peso della categoria è di 75 chilogrammi e il campione uscente, vincitore a Guadalajara nel 2011, era il cubano Emilio Correa.

## Risultati
|  | Primo turno          | Primo turno          | Primo turno |  |  | Quarti di finale     | Quarti di finale     | Quarti di finale |   |                      | Semifinali           | Semifinali  | Semifinali |  |  | Finale | Finale | Finale |
|  |                      |                      |             |  |  |                      |                      |                  |   |                      |                      |             |            |  |  |        |        |        |
|  |                      |                      |             |  |  |                      |                      |                  |   |                      |                      |             |            |  |  |        |        |        |
|  |                      |                      |             |  |  | Jorge Vivas          | Jorge Vivas          | 2                |   |                      |                      |             |            |  |  |        |        |        |
|  | Magdiel Cotto        | Magdiel Cotto        | 0           |  |  | Raul Sanchez Marte   | Raul Sanchez Marte   | 1                |   |                      |                      |             |            |  |  |        |        |        |
|  | Raul Sanchez Marte   | Raul Sanchez Marte   | 3           |  |  |                      |                      |                  |   | Jorge Vivas          | Jorge Vivas          | 2           |            |  |  |        |        |        |
|  |                      |                      |             |  |  |                      | Misael Rodríguez     | Misael Rodríguez | 1 |                      |                      |             |            |  |  |        |        |        |
|  |                      |                      |             |  |  | Misael Rodríguez     | Misael Rodríguez     | 3                |   |                      |                      |             |            |  |  |        |        |        |
|  |                      |                      |             |  |  | Anthony Campbell     | Anthony Campbell     | 0                |   |                      |                      |             |            |  |  |        |        |        |
|  |                      |                      |             |  |  |                      |                      |                  |   |                      | Jorge Vivas          | Jorge Vivas | 0          |  |  |        |        |        |
|  |                      |                      |             |  |  |                      | Arlen López          | Arlen López      | 3 |                      |                      |             |            |  |  |        |        |        |
|  |                      |                      |             |  |  | Endry Saavedra Pinto | Endry Saavedra Pinto | 3                |   |                      |                      |             |            |  |  |        |        |        |
|  |                      |                      |             |  |  | Joseph Cherkashyn    | Joseph Cherkashyn    | 0                |   |                      |                      |             |            |  |  |        |        |        |
|  |                      |                      |             |  |  |                      |                      |                  |   | Endry Saavedra Pinto | Endry Saavedra Pinto | 0           |            |  |  |        |        |        |
|  | Clovis Drolet        | Clovis Drolet        | 1           |  |  |                      | Arlen López          | Arlen López      | 3 |                      |                      |             |            |  |  |        |        |        |
|  | Jason Ramirez Blanco | Jason Ramirez Blanco | 2           |  |  | Jason Ramirez Blanco | Jason Ramirez Blanco | 0                |   |                      |                      |             |            |  |  |        |        |        |
|  |                      |                      |             |  |  | Arlen López          | Arlen López          | 3                |   |                      |                      |             |            |  |  |        |        |        |
|  |                      |                      |             |  |  |                      |                      |                  |   |                      |                      |             |            |  |  |        |        |        |